# Euseius olivi
Euseius olivi är en spindeldjursart som först beskrevs av Abdul Halim Nasr och Abou-Awad 1985.  Euseius olivi ingår i släktet Euseius och familjen Phytoseiidae. Inga underarter finns listade i Catalogue of Life.